# Rufzeichen
Ein Rufzeichen (auch Anrufzeichen oder Stationskennung) dient nach den Regelungen der Internationalen Fernmeldeunion (ITU) zur Identifikation einer Funkstelle. In den Funkdiensten, in denen ein Rufzeichen verwendet wird, muss im internationalen Funkverkehr die Rufzeichennennung gemäß der Vollzugsordnung für den Funkdienst nach der dort in Anhang 14 angegebenen Internationalen Buchstabiertafel erfolgen.
Ein Rufzeichen besteht aus einer Folge von Buchstaben und Ziffern, die nach bestimmten Schemata gebildet werden. Die ersten Zeichen, das ITU-Präfix, dient zur Kennzeichnung der Nationalität der Funkstelle. Diese Präfixe werden von der ITU festgelegt und in einem oder mehreren Blöcken den Staaten zugeteilt. Sie bestehen üblicherweise aus zwei Zeichen, von denen mindestens eines ein Buchstabe ist. Von einigen größeren Ländern werden Präfixe aus nur einem Zeichen benutzt, und in Ausnahmefällen werden drei Zeichen verwendet.
Zur besseren Unterscheidung und leichteren Handhabung bei der Vergabe werden den Funkstellen der verschiedenen Funkdienste Rufzeichen nach bestimmten Schemata zugeteilt:
| Funkdienst | Mögliche Rufzeichen                                    |
| --- | ------------------------------------------------------ |
| Fester Funkdienst | NNA, NNA9, NNA99, NNA999                               |
| Mobiler Seefunkdienst | NNAA, NNAA9, NNAA99, NNA999, NNA9999                   |
| Mobiler Flugfunkdienst | NNAAA, NAAAA, N9999 (weitere Rufzeichen möglich)       |
| Mobiler Landfunkdienst | NA9999, NNA9999, NNAA9999                              |
| Amateurfunkdienst | NN9A, NN9NA, NN9NNA, NN9NNNA, A9A, A9NA, A9NNA, A9NNNA |
| (N = Buchstabe oder Ziffer, A = Buchstabe, 9 = Ziffer). Von den ersten beiden Zeichen ist wenigstens eines ein Buchstabe; in den meisten Fällen dürfen die Ziffern 0 und 1 nicht einem Buchstaben folgen |                                                        |

## Historische Entwicklung der Präfixe
Die historische Entwicklung der Präfixe für die deutschsprachigen Staaten ist in folgender Tabelle dargestellt:
| Land                            | Präfix(e)    | Bemerkungen |
| ------------------------------- | ------------ | --- |
| Deutsches Reich                 | D            | 1935 bis 1945 |
| Saarland                        | 9S           | 1949 bis 1957 |
| Deutsche Demokratische Republik | DM–DT, Y2–Y9 | DM-DT 1949 bis 1979, Y2–Y9 von 1980 bis 1990 |
| Bundesrepublik Deutschland      | DA–DR, Y2–Y9 | Bis 1979 nur DA–DL. Die ITU wies der Bundesrepublik Deutschland 1979 den von der DDR abgegebenen Rufzeichenblock DM–DR zu. Die Y-Präfixe wurden nach dem Beitritt für eine Übergangszeit bis zum 31. Dezember 1992 in der Bundesrepublik weiter verwendet, werden aber nicht mehr vergeben (eine Ausnahme bildeten 70 temporäre Y8-Wettbewerbsrufzeichen für die Funksportweltmeisterschaft WRTC im Juli 2018). |
| Liechtenstein                   | HB0, HE0     | |
| Österreich                      | OE           | Erste Amateurfunklizenzen nach dem Zweiten Weltkrieg ab Juni 1954 |
| Schweiz                         | H9 HB, HE    | 1924–1929 HB2 wird Conteststationen, HB3 für die Einsteigerlizenz und HB4 für Amateurfunkstationen der Armee und armeenaher Organisationen vergeben. Für die normale Amateurfunklizenz werden Rufzeichen mit HB9 vergeben. Schweizer Hochseeyachten erhalten Rufzeichen beginnend mit HBY. Für Packet Radio im CB-Funk wird das Rufzeichenpräfix HED verwendet.                                                 |

Die Rufzeichen werden von den nationalen Verwaltungsbehörden unter Berücksichtigung der vorgegebenen Präfixe entsprechend vergeben. Dabei werden nicht alle Möglichkeiten zur Rufzeichenbildung wahrgenommen.
- In Deutschland erfolgt die Rufzeichenvergabe durch die Bundesnetzagentur für Elektrizität, Gas, Telekommunikation, Post und Eisenbahnen (BNetzA).
- In Liechtenstein ist das Amt für Kommunikation für die Rufzeichenvergabe zuständig.
- In Österreich teilt die Fernmeldebehörde der Republik Österreich Rufzeichen zu.
- In der Schweiz werden Senderufzeichen vom Bundesamt für Kommunikation (BAKOM) zugeteilt, Empfangsrufzeichen mit Präfix HE9 von der Union Schweizerischer Kurzwellen-Amateure.

In den Vereinigten Staaten melden sich Fernsehsender und Radiosender traditionellerweise mit ihrem Funkrufzeichen anstatt des Sendernamens.

## Rufzeichen im Amateurfunkdienst

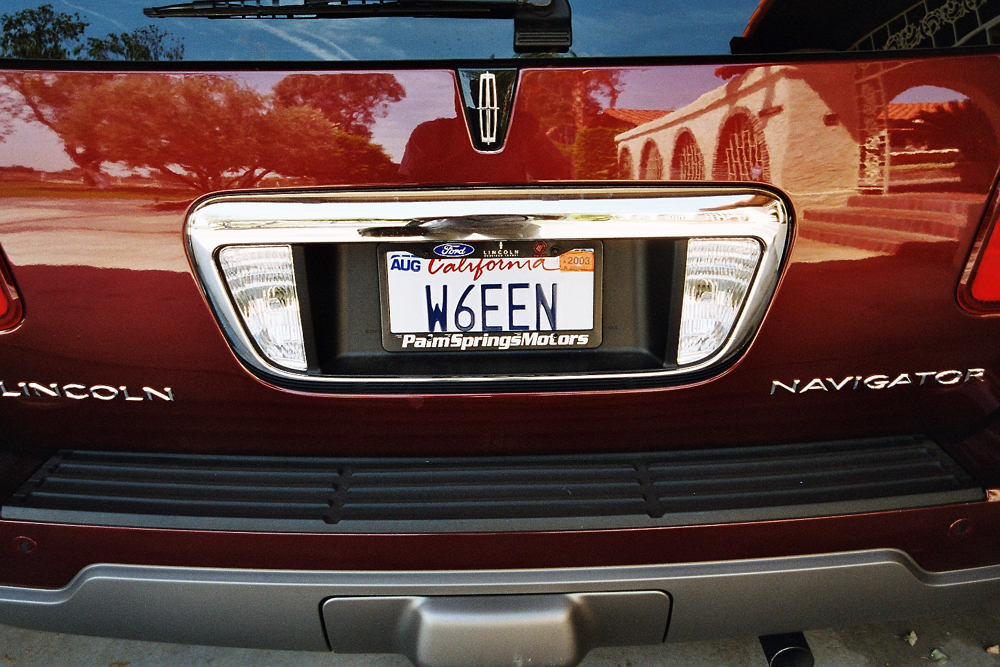
In den USA verwenden einige Funkamateure ihr Rufzeichen auch gerne für ihr Nummernschild

Rufzeichen werden im Amateurfunkdienst häufig übermittelt, insbesondere zu Beginn und am Ende einer Funkverbindung. Die Zuteilung der Rufzeichen zu den einzelnen Funkstationen beziehungsweise Lizenzinhabern erfolgt länderabhängig nach bestimmten Schemata, die beispielsweise die Lizenzklasse (in Deutschland A, E oder N), die geographische Lage oder die Verwendung der Funkstation (beispielsweise als Klubstation oder Relaisfunkstelle) berücksichtigen.

## Funkrufzeichen in der Luftfahrt
In der Luftfahrt wird zwischen Bodenfunkstellen und Luftfunkstellen unterschieden.

### Rufzeichen von Bodenfunkstellen
Das Rufzeichen einer Bodenfunkstelle setzt sich zusammen aus einer Ortsbezeichnung oder dem Namen einer Bodenfunkstelle und einer der nachfolgend aufgeführten Funktionsbezeichnungen.
| CONTROL     | Bezirkskontrolle ohne Radar                                           |
| RADAR       | Flugverkehrskontrolle mit Radar                                       |
| APPROACH    | An- und Abflugkontrolle ohne Radar                                    |
| ARRIVAL     | Anflugkontrolle mit Radar                                             |
| DEPARTURE   | Abflugkontrolle mit Radar                                             |
| TOWER       | Flugplatzkontrolle                                                    |
| GROUND      | Flugverkehrskontrolle auf dem Rollfeld                                |
| DELIVERY    | Übermittlung von Streckenfreigaben                                    |
| PRECISION   | Endanflugkontrolle mit Präzisionsradar                                |
| HOMER       | Peilstation                                                           |
| INFORMATION | Fluginformationsdienst (in Deutschland der DFS)                       |
| APRON       | Bewegungslenkung auf dem Vorfeld                                      |
| DISPATCH    | Übermittlung von Flugbetriebsmeldungen einer Luftverkehrsgesellschaft |
| RADIO       | übrige Flugfunkstation                                                |

| TURM              | Flugplatzkontrolle                                                      |
| ROLLKONTROLLE     | Flugverkehrskontrolle auf dem Rollfeld                                  |
| INFORMATION       | Fluginformationsdienst oder AFIS-Stelle                                 |
| START oder SCHULE | Ausbildung von Luftfahrern                                              |
| RADIO             | Flugplatzinformationsdienst durch Luftaufsichtspersonal oder Flugleiter |
| VORFELD           | Bewegungslenkung auf dem Vorfeld                                        |
| SEGELFLUG         | Segelflugbetrieb                                                        |
| RÜCKHOLER         | Segelflugbegleit- und Rückholbetrieb                                    |
| VERFOLGER         | Freiballonbegleit- und Rückholbetrieb                                   |
| WETTBEWERB        | Wettbewerbsveranstaltungen                                              |

### Rufzeichen von Luftfunkstellen

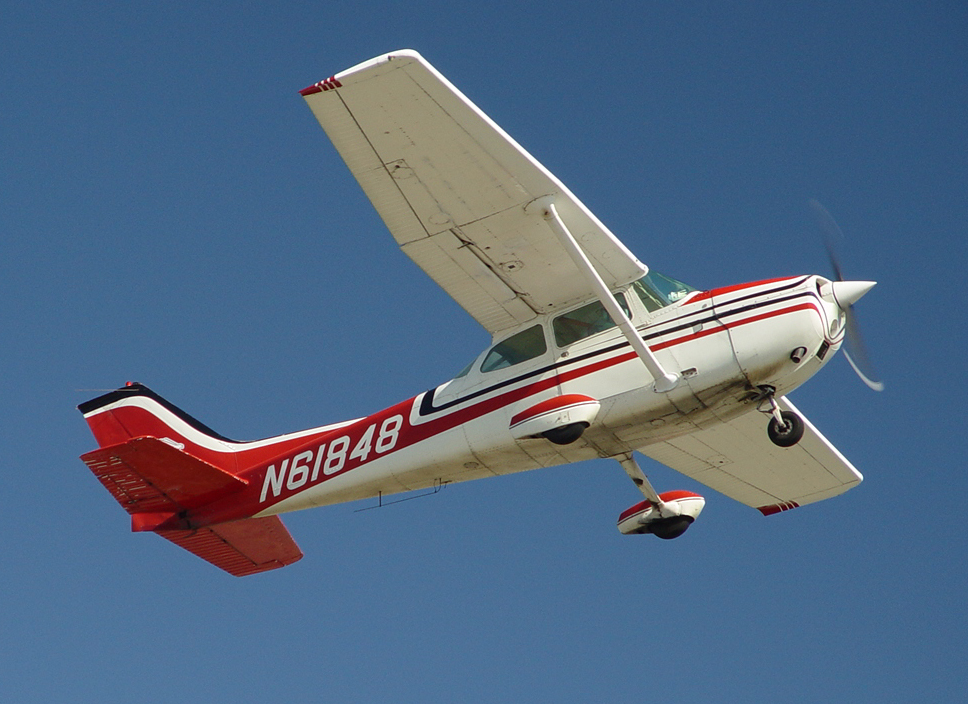
Cessna 172 mit klar sichtbaren Rufzeichen N61848 'N' steht in diesem Fall für die USA und '61848' ist das Eintragungszeichen

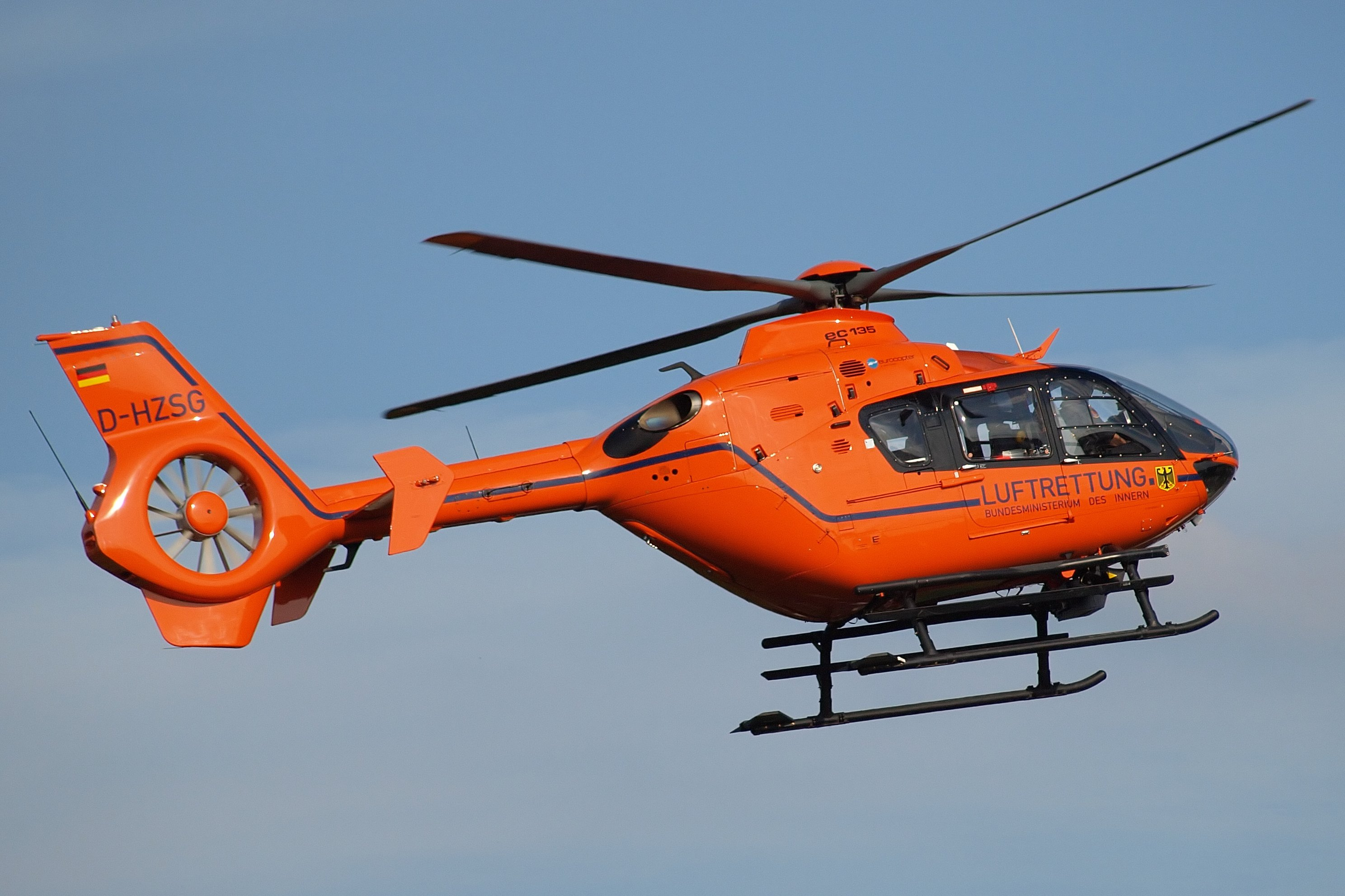
Rettungshubschrauber Christoph 13 mit Rufzeichen D-HZSG am Heck:
'D': Deutschland
'H': Hubschrauber
'ZSG': individuelle Kennung
Das Rufzeichen 'Christoph 13' wird im BOS- als auch im Flugfunk nur verwendet, wenn der Hubschrauber im Luftrettungsdienst ist.

Rufzeichen von Luftfunkstellen müssen einem der folgenden Typen entsprechen:
Typ a)
1. Staatszugehörigkeitszeichen und Eintragungszeichen des Luftfahrzeuges
2. Name des Luftfahrzeugherstellers, Staatszugehörigkeitszeichen und Eintragungszeichen des Luftfahrzeuges
3. Name des Luftfahrzeugmusters, Staatszugehörigkeitszeichen und Eintragungszeichen des Luftfahrzeuges

Typ b)Die im Sprechfunk verwendete Bezeichnung † des Luftfahrtunternehmens, gefolgt von den vier Zeichen des Eintragungszeichens
Typ c)Die im Sprechfunk verwendete Bezeichnung † des Luftfahrtunternehmens, gefolgt von der Flugnummer
Typ d)Ein maximal siebenstelliges Rufzeichen für militärische Luftfahrzeuge und für Luftfahrzeuge, die zu besonderen öffentlichen Zwecken eingesetzt sind.
Die Rufzeichen von Luftfunkstellen dürfen während des Fluges nicht geändert werden, es sei denn, die Bodenfunkstelle hat zur Vermeidung einer Verwechslung ausdrücklich ein anderes Rufzeichen zugewiesen. Unter bestimmten Bedingungen ist die Verwendung von verkürzten Rufzeichen erlaubt.

### Beispiele
- Der Tower in München (Bodenfunkstelle) wird nach dem oben genannten Schema (Ortsbezeichnungsfunktion) auf Englisch als München Tower bzw. auf Deutsch München Turm gerufen.
- Ein österreichischer Motorsegler mit dem Luftfahrzeugkennzeichen OE-9315 wird Oscar-Echo-Neun-Drei-Eins-Fünf gerufen (Typ a)1.). Verkürztes Rufzeichen: Oscar-Eins-Fünf oder Oscar-Drei-Eins-Fünf
- Eine Lufthansa-Boeing mit dem Kennzeichen D-ABCD, die mit der Flugnummer LH-7810 fliegt, könnte Delta-Alpha-Bravo-Charlie-Delta (verkürzt Delta-Charlie-Delta) gerufen werden. Üblich ist aber bei Linien- und Charterflügen Typ c), also Lufthansa-Seven-Eight-One-Zero.
- Besondere Rufzeichen Typ d) sind z. B.
  - Christoph Neunzehn: Deutsche Rettungshubschrauber werden mit dem Präfix Christoph gefolgt von einer Nummer oder dem Standort (z. B. Christoph Regensburg) gerufen.
  - Air Force One: Rufzeichen eines Luftfahrzeuges der US Air Force, das den amtierenden Präsidenten der Vereinigten Staaten an Bord hat. Als Richard Nixon 1974 zurücktrat, startete das Fahrzeug mit dem Rufzeichen Air Force One von der Andrews Air Force Base. In dem Moment, als Gerald Ford seinen Amtseid ablegte und damit Nixon nicht mehr Präsident war, wurde das Rufzeichen dieses Flugzeugs in SAM 26000 geändert (SAM bedeutet Special Air Mission).

## Funkrufzeichen in der Seefahrt

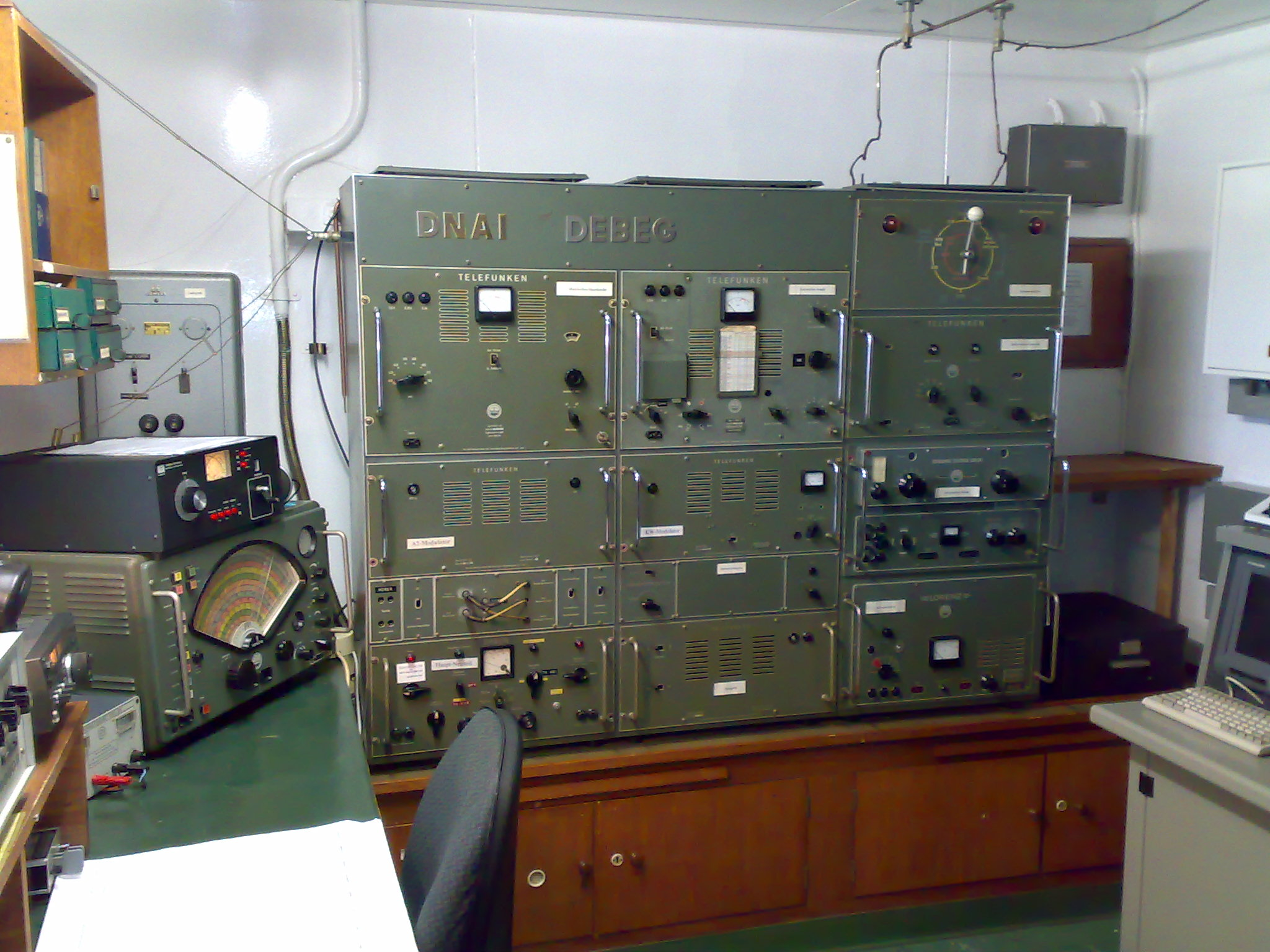
Seefunk-Station Cap San Diego, Rufzeichen DNAI ist auf dem Gerät angebracht

Im mobilen Seefunkdienst wird zwischen Küstenfunkstellen und Seefunkstellen unterschieden.

### Rufzeichen von Küstenfunkstellen
Für Verwendung von Morsetelegrafie wird bzw. wurde einer Küstenfunkstelle ein Rufzeichen zugeordnet, z. B. DAN für Norddeich Radio oder DHS für Rügen Radio (bis Ende 1979, ab 1980 Y5M).
Bei Verwendung von Sprechfunk werden Küstenfunkstellen nicht mit einem Rufzeichen, sondern mit ihrem Namen gerufen. Der Name setzt sich zusammen aus der Ortsbezeichnung und dem nachgestellten Wort „Radio“ oder z. B. „Schleuse“.
Ebenso wird im weltweiten Seenot- und Sicherheitssystem (GMDSS) eine Küstenfunkstelle auch durch ihre Rufnummer des mobilen Seefunkdienstes (MMSI) eindeutig identifiziert.

### Rufzeichen von Seefunkstellen
Jede Seefunkstelle hat ein eindeutiges Rufzeichen, das sich aus mehreren Buchstaben oder einer Kombination von Buchstaben und Zahlen zusammensetzt. Ein Rufzeichen identifiziert eine Seefunkstelle eindeutig, d. h. jedes Rufzeichen ist nur einmal vergeben.
Bei im Schiffsregister eingetragenen Schiffen ist das Unterscheidungssignal gleichzeitig Rufzeichen, z. B. DRAX für die Gorch Fock.
Seefunkstellen können darüber hinaus auch mit dem Namen des Fahrzeugs, auf dem sie sich befinden, gerufen werden. Ebenso wird im weltweiten Seenot- und Sicherheitsfunksystem (GMDSS) eine Seefunkstelle auch durch ihre Rufnummer des mobilen Seefunkdienstes (MMSI) eindeutig identifiziert.

## Rufzeichen im Rundfunk

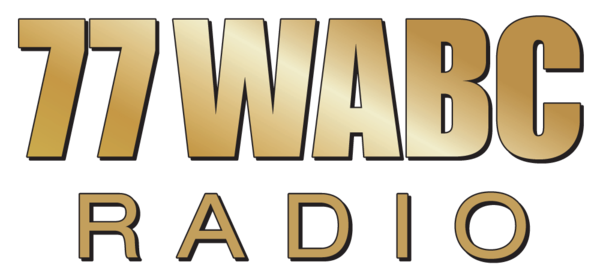
„NewsTalkRadio 77“ in New York. Das Rufzeichen WABC ist Teil des Logos. 77 steht für 770 kHz, also Mittelwelle

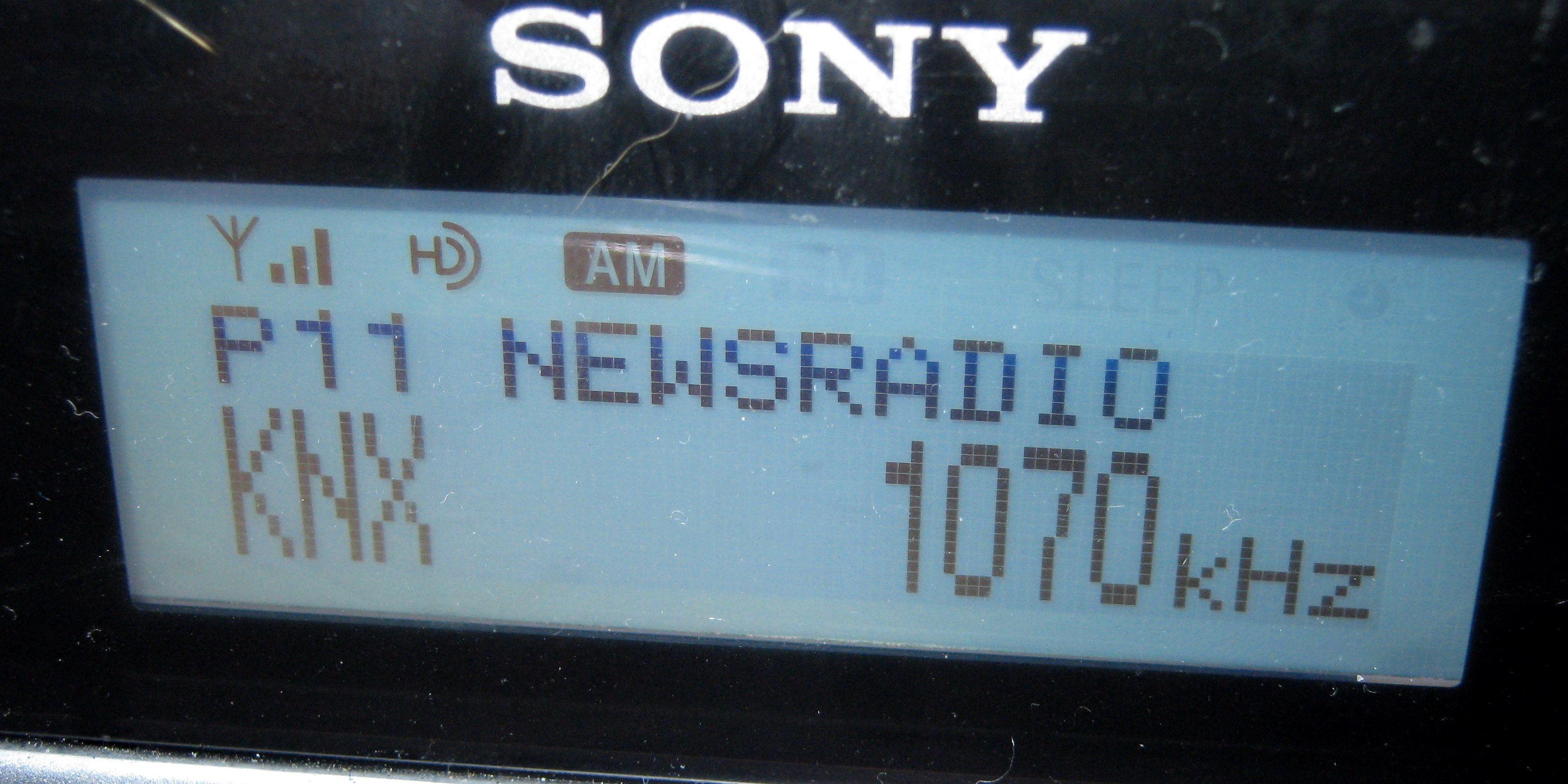
CBS Radio 1070 kHz Los Angeles. Anzeige Rufzeichen KNX im Autoradio

In Nordamerika und einzelnen Staaten Süd- und Mittelamerikas werden Radio- und Fernsehstationen mit ihrem Rufzeichen bezeichnet. In den meisten Ländern Europas sind die anfänglich noch genannten Rufzeichen bei den Rundfunksendern früh verschwunden; in Deutschland wurden sie nie genutzt.
In den USA geht die verpflichtende Nutzung von Rufzeichen auf die Rundfunkgeschichte des Landes zurück und ab 1930 mit der Lizenzierung durch die Federal Communications Commission. Anfang des 20. Jahrhunderts ordnete die damalige International Telegraph Union (ITU) in mehreren Schritten die Länder-Kennungen „W“, „K“, „N“ und „AA“ bis „AL“ den Vereinigten Staaten zu. Während „A“ und „N“ für militärische Funkdienste und den Amateurfunkdienst gebraucht werden, bekommen US-Rundfunksender bei der Lizenzierung durch die FCC Rufzeichen mit „K“ oder „W“ beginnend. Sender mit Standort westlich des Mississippis erhalten Rufzeichen mit dem Anfangsbuchstaben „K“; Sender östlich des Mississippis mit „W“. Diese Regelung wurde im Januar 1923 eingeführt und gilt bis heute. Sehr früh lizenzierte Sender erhielten nur drei Buchstaben und fielen nicht unter die „Mississippi-Regelung“.
In den 1940er Jahren kamen zu den ursprünglichen US-Mittel- und Kurzwellenstationen auch erste UKW-Stationen (mit Frequenzmodulation) hinzu. So wurde an das Rufzeichen der Zusatz „-FM“ gehängt, Fernsehsender ab den 1970er Jahren werden mit dem Zusatz „-TV“ versehen. Der Präfix ist fester Bestandteil des Rufzeichens. Das Rufzeichen ist auch immer auf eine spezifische Frequenz lizenziert. Deshalb gibt es zum Beispiel die Stationen „KCBS“ (San Francisco, Mittelwelle), „KCBS-FM“ (Los Angeles) auf UKW und „KCBS-TV“ (Los Angeles), bei denen es sich jeweils um selbständige Sender handelt.
Rundfunkstationen in den USA werden in ihrem Charakter noch stärker als „Funkstellen“ mit festem Standort wahrgenommen, als dies zum Beispiel in Europa üblich ist. Verpflichtend müssen alle Sender in den USA zur vollen Stunde ihr Rufzeichen und ihren Standort, die „legal ID“, nennen.